# Важка атлетика на літніх Олімпійських іграх 2012 — до 63 кг (жінки)
Змагання з важкої атлетики у категорії до 63 кг серед жінок на літніх Олімпійських іграх 2012 в Лондоні проходили 31 липня у Виставковому центрі. У турнірі взяли участь 10 спортсменок з 10 країн.

## Розклад змагань
Час місцевий (UTC+1)
| Дата          | Час   | Етап    |
| ------------- | ----- | ------- |
| 31 липня 2012 | 15:30 | Група A |

## Рекорди
Станом на 31 липня 2012 світовий і олімпійський рекорди були такими:
| Світовий рекорд     | Ривок         | Світлана Царукаєва (RUS) | 117 кг | Париж, Франція     | 8 листопада 2011 |
| Світовий рекорд     | Поштовх       | Майя Манеза (KAZ)        | 143 кг | Анталья, Туреччина | 20 вересня 2010  |
| Світовий рекорд     | Загальна сума | Лю Хайся (CHN)           | 257 кг | Чіангмай, Таїланд  | 23 вересня 2007  |
| Олімпійський рекорд | Ривок         | Ганна Батюшко (BLR)      | 115 кг | Афіни, Греція      | 18 серпня 2004   |
| Олімпійський рекорд | Поштовх       | Наталія Скакун (UKR)     | 135 кг | Афіни, Греція      | 18 серпня 2004   |
| Олімпійський рекорд | Загальна сума | Чень Сяомінь (CHN)       | 242 кг | Сідней, Австралія  | 19 вересня 2000  |

## Результати
| Місце | Спортсменка                 | Група | Вага  | Ривок (кг) | Ривок (кг) | Ривок (кг) | Ривок (кг) | Поштовх (кг) | Поштовх (кг) | Поштовх (кг) | Поштовх (кг) | Загальна сума |
| Місце | Спортсменка                 | Група | Вага  | 1          | 2          | 3          | Результат  | 1            | 2            | 3            | Результат    | Загальна сума |
| ----- | --------------------------- | ----- | ----- | ---------- | ---------- | ---------- | ---------- | ------------ | ------------ | ------------ | ------------ | ------------- |
| 1     | Майя Манеза (KAZ)           | A     | 62.21 | 106        | 110        | 112        | 110        | 135          | 144          | 144          | 135          | 245           |
| 2     | Світлана Царукаєва (RUS)    | A     | 62.42 | 106        | 111        | 112        | 112        | 125          | 130          | 130          | 125          | 237           |
| 3     | Крістін Жирар (CAN)         | A     | 62.87 | 103        | 105        | 105        | 103        | 130          | 133          | 135          | 133          | 236           |
| 4     | Сібел Шімшек (TUR)          | A     | 62.28 | 105        | 105        | 105        | 105        | 130          | 133          | 133          | 130          | 235           |
| 5     | Мілка Манева (BUL)          | A     | 62.66 | 98         | 102        | 105        | 102        | 125          | 131          | 134          | 131          | 233           |
| 6     | Луз Акоста (MEX)            | A     | 62.91 | 99         | 103        | 104        | 99         | 119          | 125          | 127          | 125          | 224           |
| 7     | Сін Лі (AUS)                | A     | 59.65 | 78         | 83         | 86         | 83         | 98           | 103          | 106          | 103          | 186           |
| 8     | Марія Ліку (FIJ)            | A     | 61.45 | 78         | 82         | 85         | 82         | 100          | 105          | 105          | 100          | 182           |
| 9     | Люсія Кастаньєда (NCA)      | A     | 62.45 | 76         | 79         | 79         | 79         | 91           | 97           | 97           | 97           | 176           |
| 10    | Сільвана Сальдаррьяга (PER) | A     | 58.11 | 70         | 75         | 75         | 75         | 92           | 97           | 101          | 97           | 172           |

## Нові рекорди
| Загальна сума | 245 кг | Майя Манеза (KAZ) | OR |